# 4400 Bagryana
4400 Bagryana este un asteroid din centura principală, descoperit pe 24 august 1985, de Observatorul din Rojen.